# Domingos Peres
Domingos Peres (Silves??? — ????) foi almoxarife de Silves.
A 28 de agosto de 1277 o rei Afonso III de Portugal realiza um aforamento dos reguengos de Silves, repartindo essas terras, em parte igual, entre serracenos e cristãos, competindo-lhe tratar deste processo juntamente com os seus escrivães.